# Chandkheda
Chandkheda é uma cidade e um município no distrito de Gandhinagar, no estado indiano de Gujarat.

## Demografia
Segundo o censo de 2001, Chandkheda tinha uma população de 55 477 habitantes. Os indivíduos do sexo masculino constituem 53% da população e os do sexo feminino 47%. Chandkheda tem uma taxa de literacia de 81%, superior à média nacional de 59,5%; a literacia no sexo masculino é de 85% e no sexo feminino é de 77%. 11% da população está abaixo dos 6 anos de idade.